# Lista de ases da aviação da Luftwaffe na Batalha de França

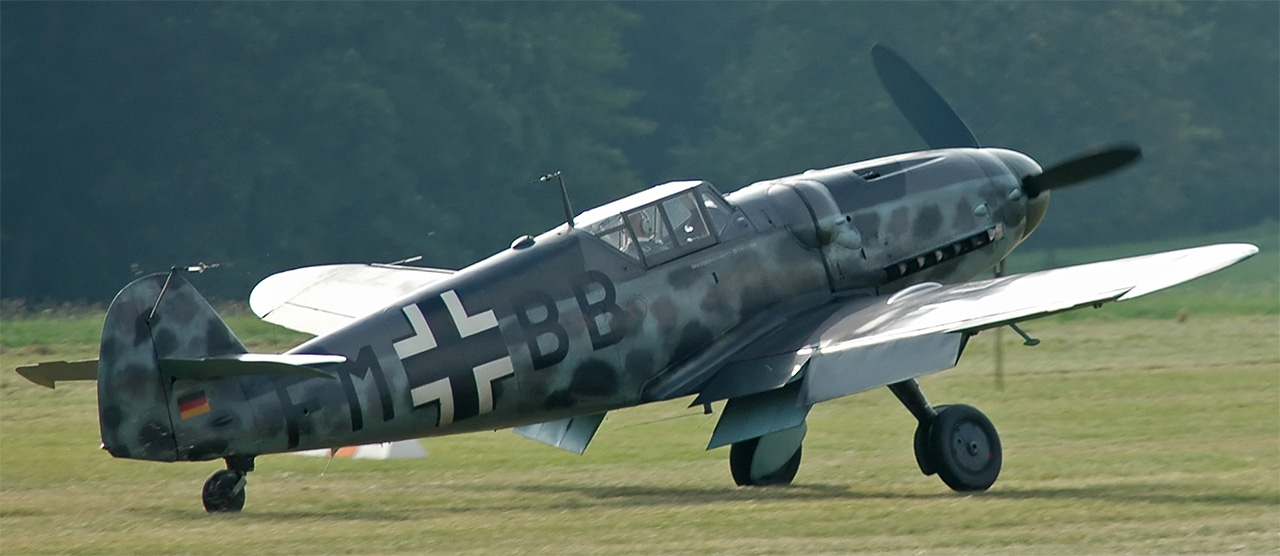
Um Messerschmitt Bf 109, o principal avião de caça utilizado pelos ases da aviação durante a Batalha de França

Esta é uma lista dos ases da aviação da Luftwaffe na Batalha de França. Em 1940 a Alemanha Nazi deu início à Batalha de França com a invasão dos Países Baixos e da França. O ramo aéreo alemão, a Luftwaffe, ficou encarregue de procurar estabelecer superioridade aérea e realizar operações de apoio aéreo próximo. Um ás da aviação é um piloto de aeronaves que abateu cinco ou mais aeronaves inimigas durante um combate aéreo (apesar de os alemães colocarem a fasquia apenas a partir da décima aeronave abatida). Cada aeronave abatida é referida como uma "vitória". Durante a Segunda Guerra Mundial, centenas de pilotos da Luftwaffe conseguiram alcançar este feito.
Durante a Batalha de França a forma como a Luftwaffe foi construída durante os anos 30 provou ser um sucesso para este tipo de batalha, juntamente com o facto de possuir aeronaves mais modernas e pilotos mais experientes que os franceses, belgas e holandeses. O piloto da Luftwaffe com maior sucesso durante a Batalha de França foi Wilhelm Balthasar, com 23 aeronaves inimigas destruídas. Além de ser o ás da aviação com mais vitórias nesta campanha, foi o segundo piloto de caças da Luftwaffe a ser condecorado com a Cruz de Cavaleiro da Cruz de Ferro, tendo o primeiro sido Werner Mölders, que durante a campanha abateu 16 aeronaves, sendo o segundo piloto com maior sucesso.

## Lista de ases
Segue-se a lista de ases da aviação da Luftwaffe durante a Batalha de França, organizada de forma decrescente de acordo com o número total de vitórias na batalha:
      Isto, juntamente com o símbolo †, indica que o piloto foi morto em combate, desapareceu em combate, faleceu devido a ferimentos ou a um qualquer acidente durante a Segunda Guerra Mundial.
| Nome                      | Vitórias na campanha | Total de vitórias na carreira | Unidade      | Referências          |
| Wilhelm Balthasar†        | 23                   | 47                            | JG 1         | [ 3 ] [ 4 ] [ 7 ]    |
| Werner Mölders†           | 16                   | 115                           | JG 53        | [ 5 ] [ 8 ]          |
| Adolf Galland             | 14                   | 104                           | JG 27, JG 26 | [ 9 ] [ 10 ] [ 11 ]  |
| Helmut Wick†              | 12                   | 56                            | JG 2         | [ 12 ] [ 13 ]        |
| Erich Rudorffer           | 10                   | 224                           | JG 2         | [ 14 ] [ 15 ]        |
| Werner Machold            | 10                   | 32                            | JG 2         | [ 16 ] [ 17 ]        |
| Lothar Keller†            | 10                   | 23                            | JG 3         | [ 18 ] [ 19 ]        |
| Günther Lützow†           | 9                    | 110                           | JG 3         | [ 20 ] [ 21 ]        |
| Gerhard Homuth†           | 9                    | 63                            | JG 27        | [ 22 ] [ 23 ]        |
| Ludwig Franzisket         | 9                    | 43                            | JG 1         | [ 24 ] [ 25 ]        |
| Hans-Karl Mayer†          | 9                    | 30                            | JG 53        | [ 26 ] [ 27 ]        |
| Hans Golubinski†          | 9                    | 28                            | JG 53        | [ 28 ] [ 29 ]        |
| Johannes Gentzen†         | 9                    | 18                            | ZG 2         | [ 28 ] [ 29 ]        |
| Heinz Nacke               | 9                    | 12                            | ZG 76        | [ 29 ] [ 28 ]        |
| Gert Framm                | 9                    | 10                            | JG 27        | [ 28 ] [ 29 ]        |
| Friedrich-Karl Müller†    | 8                    | 140                           | JG 53        | [ 30 ] [ 28 ]        |
| Joachim Müncheberg†       | 8                    | 135                           | JG 26        | [ 29 ] [ 31 ]        |
| Hans von Hahn             | 8                    | 34                            | JG 53        | [ 28 ]               |
| Heinz Hoffmann            | 8                    | 8                             | JG 2         | [ 28 ] [ 29 ]        |
| Hans Philipp†             | 7                    | 206                           | JG 76        | [ 28 ] [ 29 ]        |
| Max Stotz†                | 7                    | 189                           | JG 76        | [ 32 ] [ 28 ] [ 29 ] |
| Hans-Joachim Jabs         | 7                    | 50                            | ZG 76        | [ 33 ] [ 28 ] [ 29 ] |
| Johannes Schmid†          | 7                    | 45                            | JG 2         | [ 28 ] [ 29 ]        |
| Karl-Wolfgang Redlich†    | 7                    | 41                            | JG 27        | [ 28 ] [ 29 ]        |
| Gustav Sprick†            | 7                    | 31                            | JG 26        | [ 28 ] [ 34 ] [ 29 ] |
| Wolfgang Schellmann†      | 7                    | 25                            | JG 2         | [ 28 ] [ 35 ] [ 29 ] |
| Heinz Kunert†             | 7                    | 9                             | JG 53        | [ 28 ] [ 29 ]        |
| Roloff von Aspern         | 7                    | 7                             | JG 76        | [ 29 ] [ 28 ]        |
| Dietrich Hrabak           | 6                    | 125                           | JG 76        | [ 36 ] [ 28 ] [ 29 ] |
| Josef Priller             | 6                    | 101                           | JG 51        | [ 37 ] [ 28 ] [ 29 ] |
| Hermann Neuhoff           | 6                    | 40                            | JG 53        | [ 28 ] [ 29 ]        |
| Wolfgang Lippert†         | 6                    | 35                            | JG 53        | [ 38 ] [ 28 ] [ 29 ] |
| Rolf Pingel               | 6                    | 28                            | JG 53        | [ 39 ] [ 28 ] [ 29 ] |
| Max Bucholz               | 6                    | 28                            | JG 3         | [ 40 ] [ 28 ] [ 29 ] |
| Karl Schmid†              | 6                    | 10                            | JG 51        | [ 28 ] [ 29 ]        |
| Helmut Tiedmann           | 6                    | 7                             | JG 3         | [ 28 ] [ 29 ]        |
| Wilhelm Hermes            | 6                    | 6                             | JG 2         | [ 28 ] [ 29 ]        |
| Otto-Heinrich Hillecke†   | 6                    | 6                             | JG 26        | [ 28 ] [ 29 ]        |
| Walter Oesau†             | 5                    | 125                           | JG 20        | [ 41 ] [ 42 ] [ 43 ] |
| Hans Assi Hahn            | 5                    | 108                           | JG 2         | [ 44 ] [ 45 ]        |
| Franz Götz                | 5                    | 63                            | JG 53        | [ 28 ] [ 29 ]        |
| Hugo Dahmer               | 5                    | 45                            | JG 26        | [ 28 ] [ 29 ]        |
| Georg Keil                | 5                    | 36                            | JG 2         | [ 28 ] [ 29 ]        |
| Karl-Heinz Greisert†      | 5                    | 33                            | JG 2         | [ 46 ] [ 28 ]        |
| Walter Adolph†            | 5                    | 25                            | JG 1         | [ 47 ] [ 48 ]        |
| Werner Tismar†            | 5                    | 27                            | LG 2         | [ 28 ] [ 29 ]        |
| Heinz Ebeling             | 5                    | 18                            | JG 26        | [ 29 ] [ 49 ]        |
| Alexander von Winterfeldt | 5                    | 13                            | JG 2         | [ 28 ] [ 29 ]        |
| Karl Ebbighausen†         | 5                    | 9                             | JG 26        | [ 28 ] [ 29 ]        |
| Igor Zirkenbach†          | 5                    | 7                             | JG 27        | [ 28 ] [ 29 ]        |
| Gerhard Sprenger†         | 5                    | 5                             | JG 3         | [ 28 ] [ 29 ]        |
| Anton Stangl              | 5                    | 6                             | JG 76        | [ 28 ] [ 29 ] [ 50 ] |